# Afera Godfay
Afera Godfay (ur. 25 września 1991) – etiopska lekkoatletka specjalizująca się w biegach długich.
W 2010 roku zajęła 8. miejsce w biegu juniorek oraz wraz z koleżankami z reprezentacji zdobyła srebrny medal w klasyfikacji drużynowej podczas przełajowych mistrzostw świata w Bydgoszczy.